# Isachne multiflora
Isachne multiflora är en gräsart som först beskrevs av George Henry Kendrick Thwaites, och fick sitt nu gällande namn av William Ferguson. Isachne multiflora ingår i släktet Isachne och familjen gräs. Inga underarter finns listade i Catalogue of Life.